# Sperrwerk Holländische IJssel

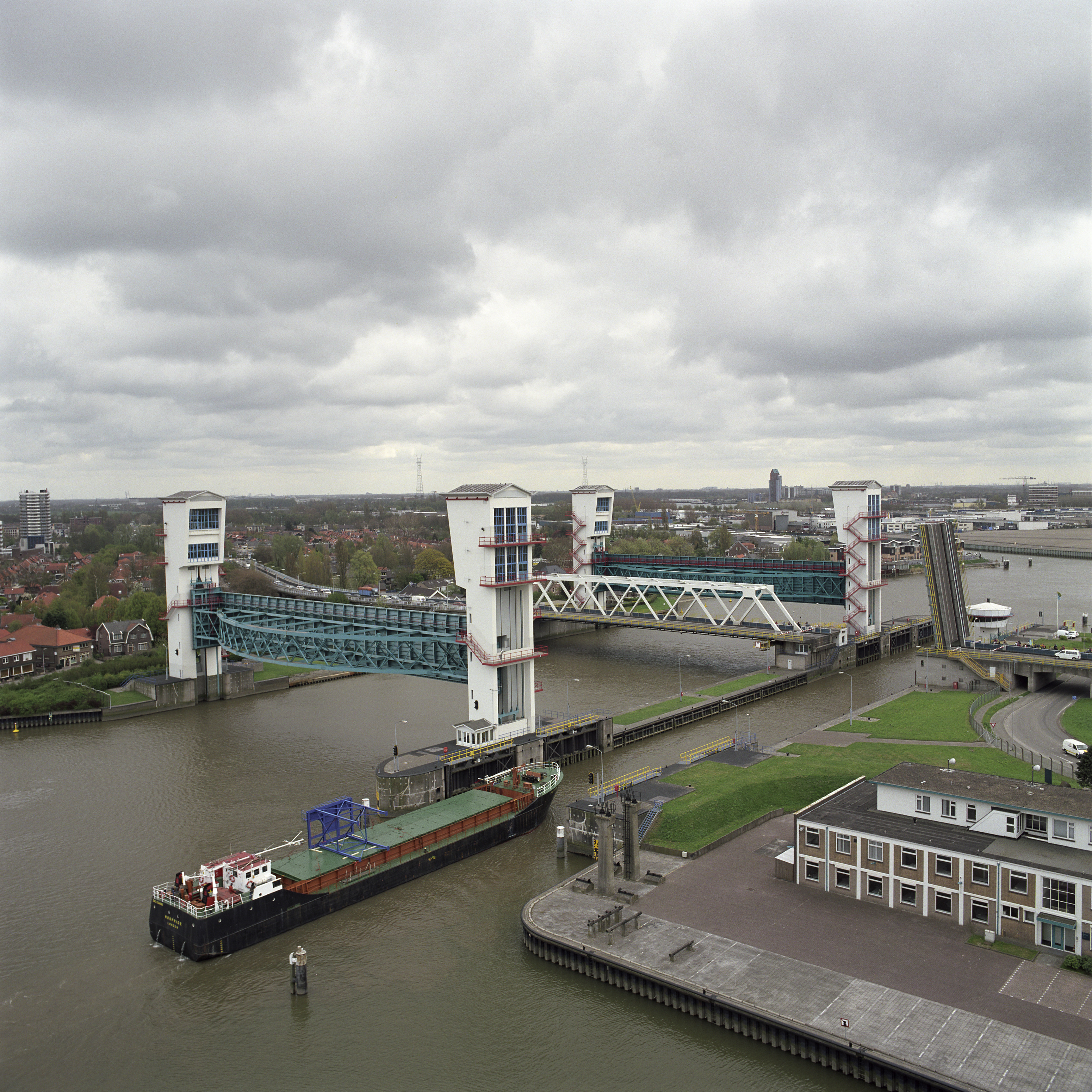
Sturmflutsperrwerk Holländische IJssel

Das Sturmflutsperrwerk Hollandse IJssel (niederländisch Stormvloedkering Hollandse IJssel) ist das älteste Bauwerk der Deltawerke.
Das Sperrwerk befindet sich in der Mündung der Hollandse IJssel in der Nähe von Rotterdam bei Krimpen aan den IJssel. Da die Hollandse Ijssel eine wichtige Schifffahrtsroute ist, konnte man den Fluss nicht abdämmen. Andererseits sollte durch verbesserten Hochwasserschutz auch die Trinkwasserversorgung für große Teile Südhollands sicherer werden, da bei Überflutung die Gefahr bestehen würde, dass Salzwasser in die Polder strömt. Das Sperrwerk besteht aus zwei Hubtoren, unter denen die Schiffe bei normalem Wasserstand durchfahren können. Die Tore werden nur im Notfall geschlossen, Schiffe müssen dann die daneben gelegene Schleuse benutzen.

## Geschichte und Daten
Im Januar 1954, noch kein Jahr nach der Flutkatastrophe von 1953, wurde mit dem Bau begonnen. Am 6. Mai 1958 wurde das Sperrwerk zum ersten Mal geschlossen. Am 22. Oktober desselben Jahres wurde die Anlage offiziell in Betrieb genommen und nach dem zwölf Tage vorher zurückgetretenen Verkehrsminister Algera benannt. Die Kosten beliefen sich auf rund 40 Millionen Gulden (ca. 18 Millionen Euro).
Die Schütze sind 81,2 m breit, 11,5 m hoch und wiegen je 635 Tonnen. Die Türme sind 45 Meter hoch, in ihnen sind die Antriebsanlagen und die Gegengewichte für die Schütze eingebaut. Um ein exaktes Schließen der Tore zu gewährleisten, wiegen die Gegengewichte nur 460 Tonnen. Die Anlage ist mit Notstromgeneratoren ausgerüstet, damit die Hochwassersperre auch bei Stromausfall bedient werden kann. 1977 wurde eines der Schütze ersetzt.

## Besonderheiten
Über das Sperrwerk wurde eine Brücke gebaut, welche abgesehen von dem Steg an der Ijsselschleuse Gouda die erste direkte feste Verbindung zwischen Krimpenerwaard und dem übrigen Südholland war.
Durch den Bau des Maeslant-Sperrwerks ist diese Anlage wahrscheinlich unnötig geworden. Dennoch werden die Tore bei Sturm noch geschlossen. Bei den Planungen zum Maeslant-Sperrwerk war vorgesehen, das Ijsselsperrwerk mit über das dort installierte Computersystem zu steuern, aber die Schließung des Maeslant-Sperrwerks dauert mehrere Stunden. Das Hollandse-IJssel-Sperrwerk lässt sich innerhalb weniger Minuten schließen. Dies geschieht im Durchschnitt fünf bis sechsmal im Jahr. Bei sehr schlechter Wetterlage mit Schnee, Glatteis oder Sturmböen wird auch die Brücke gesperrt.